# Hans Klüver
Johannes »Hans« Wilhelm Klüver (* 4. März 1901 in Leipzig; † 26. Februar 1989 in Hamburg) war ein deutscher Komponist im Schach.

## Schachkomposition
Mit 13 Jahren erlernte Hans Klüver das Schachspiel. Bereits ein Jahr später veröffentlichte er im Hamburger Fremdenblatt einen Zweizüger. Er wurde Mitglied im Eilbecker Schachklub, nach dem Zweiten Weltkrieg wechselte er zur Hamburger Schachgesellschaft von 1946. Häufig beteiligte er sich an internationalen Kompositionsturnieren, siebenmal wurde er Sieger. Auch organisierte er selbst derartige Turniere.
In der Schachkomposition führte er für Schnittpunktprobleme den Begriff Metakritischer Zug ein. Er beschäftigte sich mit Retro-Aufgaben und Märchenschach. Er entwickelte die Varianten Doppelzugschach und Dynamoschach. Beim Doppelzugschach (auch „Marseiller Schach“ genannt) führt jeder Spieler jeweils zwei Züge nacheinander aus. Wer den gegnerischen König schlägt gewinnt.
Für seine etwa 160 Schachkompositionen verlieh ihm die FIDE den Titel Honorary Master of Chess Composition.
Zwischendurch befasste er sich auch mit Schlagschach. Hier spielte er 1923 und 1924 einige Fernpartien.
|   | a | b | c | d | e | f | g | h |   |
| 8 |   |   |   |   |   |   |   |   | 8 |
| 7 |   |   |   |   |   |   |   |   | 7 |
| 6 |   |   |   |   |   |   |   |   | 6 |
| 5 |   |   |   |   |   |   |   |   | 5 |
| 4 |   |   |   |   |   |   |   |   | 4 |
| 3 |   |   |   |   |   |   |   |   | 3 |
| 2 |   |   |   |   |   |   |   |   | 2 |
| 1 |   |   |   |   |   |   |   |   | 1 |
|   | a | b | c | d | e | f | g | h |   |

Lösung:

1. Td5!

1. … Kxd5 2. Sc3 matt

1. … f5 2. Sc3 matt

1. … exd5 2. Ld3 matt

1. … Kf5 2. Ld3 matt

## Publizist
Klüver war für 16 Schachecken verantwortlich, beispielsweise für Die Welt und für den Stern. Mehr als 150 Artikel in Schachzeitschriften hat er verfasst. Auch als Buchautor machte er sich einen Namen:
- Erich Brunner – ein Künstler und Deuter des Schachproblems, Berlin 1958
- Faschingsschach der Welt, 1963
- Doppelzugsschach, 1963
- Dynamoschach, 1971
- Die Stern-Schachprobleme, 1991

## Privat
Im Jahre 1907 zog Klüvers Familie nach Hamburg, hier wohnte Hans Klüver bis an sein Lebensende. Er arbeitete als leitender Angestellter für eine Bank und für eine Versicherungsgesellschaft. Klüvers Gattin Alice starb am 24. Juli 1992 in Pinneberg bei Hamburg. Klüver ruht auf dem Friedhof Ohlsdorf nahe Kapelle 9 (Planquadrat AC 38).

## Werke
- Godehard Murkisch: Hans Klüver – Ein Schachporträt. Herausgegeben von W. E. Kuhn und G. Murkisch im Selbstverlag, Göttingen 1988.